# Consol Energy
Consol Energy war ein US-amerikanisches Unternehmen für Kohlebergbau mit Firmensitz im Cecil Township, Pennsylvania.

## Unternehmen
Das Unternehmen wurde 1864 in Cumberland, Maryland als Consolidation Coal Company gegründet. Consol Energy fördert Steinkohle in Pennsylvania. Im Südwesten dieses Bundesstaates, bei Enon, betreibt Consol Energy drei Bergwerke:
| Bergwerk   | Kohleflöz  |
| ---------- | ---------- |
| Bailey     | Pittsburgh |
| Harvey     | Pittsburgh |
| Enlow Fork | Pittsburgh |

Die Kohlereserven betragen etwa 3,2 Mrd. t. Größte Konkurrenten im Kohlebergbau sind die Unternehmen Peabody Energy, Massey Energy und Arch Coal.

## Verschmelzung
Im Januar 2025 wurde Consol Energy mit Arch Resources zu Core Natural Resources verschmolzen.